# امبر
امبر (به فرانسوی: Amberre) یک کمون در فرانسه است که در Canton of Mirebeau واقع شده‌است.

## خصوصیات
امبر ۱۵٫۶۳ کیلومترمربع مساحت و ۴۷۹ نفر جمعیت دارد.